# Толвадија
Толвадија (рум. Livezile) је село и управно средиште истоимене општине, која припада округу Тимиш у Републици Румунији. Насеље је значајно по присутној српској националној мањини у Румунији.

## Положај насеља
Село Толвадија се налази у источном, румунском Банату, на 10 км од Србије. Сеоски атар је потпуно равничарског карактера.

## Историја
По "Румунској енциклопедији" место се помиње 1333. године. Толвадија је германизован назив, изведен од Толвад. Пописано је 1717. године 30 кућа у месту. Од 1982. године поново се зове Ливезиле.
Толвадија је старо банатско место, положено између река Тамиша и Брзаве (постала канал). Мађарски историчари цитирају још два, по њима погрешна назива: Talvod и Tolvajd. Први пут је записано 1332. године у вези са папским десетком. У месту је живео тада католички капелан Андраш. Село ће много касније насељавањем постати српско православно. Српски извор из 1905. године наводи да је место насељено 1626. године. Калуђери српског манастира Пећке патријашије су скупљајући прилоге стигли 1660. године у село Толвадију. Одсели су на конакSIRUTA код домаћина Јована, а записани су следећи приложници: Радосављев син, Јован, Бабић, Дамјан спахија Божин брат, Ела, Милица, Недељко, Аранит Суботић и Степан.
Толвадија је 1764. године православна парохија у Гиладском протопрезвирату. По царском ревизору Ерлеру 1774. године Толвадија је место у Чаковачком округу, у којем живе заједно измешани Срби и Румуни. Када је 1797. године пописан православни клир ту су три свештеника, све Поповићи. Пароси, поп Теодор (рукоп. 1759) је знао оба језика; поп Марко (1773) служили су се само српским а њихов "рођак" поп Лазар (1787) није знао српски - већ само румунски.
Као и многа друга банатска места, и ово ће прећи у руке неког земљепоседника. У извештају из 1839. године стоји да у насељу има 101 4/8 кметовских сесија, чији је власник спахија Бобдаи Ђиетанфи Давид. Те године у селу живи поред 28 католика и 106 реформатора, већина од 1432 православца.
Године 1905. Толвадија је велика општина у Банлачком срезу. Ту живи 1854 становника у 345 домова. Срба има мало; 301 православна душа са 48 кућа. Од српских јавних здања ту су православна црква и народна школа. У Толвадију функционишу ПТТ комуникације.

## Црква
Православци имају своју заједничку цркву, посвећену празнику Сабору Св. арханђела Михаила, која је вероватно грађена 1759. године. По званичном шематизму православног клира у Угарској, у Толвадији је 1846. године било 1356 становника. Парохијске матичне књиге су се почеле водити 1779. године. У првој парохији, служио је поп Порфирије Милитаревић, а његов помоћник капелан био Трифон Плоје (Румун). Друга парохија је била упражњена. Торањ црквени је оправљан, према натпису на њему 1811. године. Иконостас је заједничка српско-румунска црква добила тек 1861-1863. године, као дело руку иконописца Данила Чолаковића. Расподела између Срба и Румуна у Толвадији је била правична и ефикасна, па је тај концепт коришћен и у другим мешовитим банатским срединама. Румуни су остали у старом храму, а Срби су направили своју нову цркву, посвећену истом заштитнику - већ 1878. године. Посвећена је празнику Св. архастратизима Михаилу и Гаврилу. Слава црквена је била међутим Спасовдан или Вазнесење Господње. У њему је темпло озидан, масиван а уместо иконостаса на њега су постављене појединачне иконе, рад више сликара. Помиње се почетком 1869. године парох у Толвадији, поп Милош Димитријевић. Због сиромаштва, суседне општине Ђир и Толвадија су годинама имале заједничког пароха, а то су често били администратори. Умро је 1892. године у Фењу (код родбине) администратор толвадијске парохије Сава Телечки, калуђер манастира Бездина. Телечки је био родом из Српске Неузине, а након завршена три разреда гимназије у Карловцима се замонашио. Служио је у Толвадији четири године, и умро у својој 31. години живота и сахрањен у Фењу. У селу су неки грађани безуспешно тражили 1897. године премештај администратора Исидора Николића. Године 1898. требало је да се администратори , стари Шандор Николић и нови Јелисије Бенау, договоре око поделе прихода у обе парохије. Убрзо, сазнајемо да је 1902. године нови администратор поп Радивој Станижан, родом из Ченте. Он је морао 1906. године да сачини правилан поредак служби у оба места, који је потврђен на нивоу епархије.
Толвадија почетком 20. века има своју црквену општину, скупштина је редовна под председништвом Алексе Каменовог. Парохија је шесте најниже платежне класе, парохијска сесија износи 29 кј. земље. Постоји црквена порта и српско православно гробље. Црквено-општински земљишни посед тада износи 71 кј.

## Школа
Све до 1877. године, када су народне школе подржављене, српска и румунска деца су ишла у њу заједно. Срби затим оснивају своју српску народну вероисповедну школу коју је издржавала месна црквена општина. Народну вероисповедну српско-румунску школу похађало је 1846. године - 21 ученик, које је учио Тимотеј Петровић учитељ. У Толвадији привремени учитељ 1868. године је Љубомир Ракић који нема још положен учитељски испит у Сомбору. Учитељска плата је износила 1881. године 120 ф. годишње. На стечају за учитеља српске народне школе у Толвадији 1894. године понуђена је основна плата од само 60 ф. Почетком 1901. А 1900. године плата је требало да буде 600 круна. Црквена општина због немаштине и малог броја парохијана, сваке године тражи финансијску потпору за школу. Срби су почетком 1901. године почели градњу своје нове српске вероисповедне школе и учитељског стана. Настава се изводи у школском здању подигнутом 1851. године. Учитељица 1905. године је Милена Натарош родом из Перлеза, привремено намештена. Тада редовну наставу похађа 19 ученика, а иде у недељну школу пет старијих ђака. Каже се 1907. године да српска школа има два учитељска места. Следеће 2008. године постављена је привремена учитељица Меланка Недељкова. Настао је "морални проблем" у школи, зато што су због недостатка скамија, седели заједно дечаци девојчице.
Између два рата постојале су три водне задруге у Банату, у Румунији, једна се звала "Удружење Толвадија".

## Становништво
"Гласник друштва српске словесности" из Београда је објавио да 1867. године у месту има 375 Срба, констатујући да је тај број значајно мањи од оног из 1847. године, кад је записано 421. Године 1868. забележено су тада у заједничкој парохији 4-е класе 1124 православне душе, 346 Срба и 878 Румуна. Крајем 1891. године у месту је живело 278 српских душа, у равно 50 кућа. По последњем попису из 2002. године село Толвадија имало је 1.069 становника. Последњих деценија број становника опада.
Из званичног митрополијског пописа у Толвадији је било 1866. године 1124 становника, од којих 246 Срба и 878 Румуна. Село је од давнина вишенародно, а месни Срби су одувек мањина. Међутим, последњих деценија њихов број се веома смањио, а што је задесило и сеоске Мађаре и Немце. Национални састав на појединим пописима био је следећи:
| Година пописа | 1910. год.  | 1992. год.  | 2002. год.  |
| Укупно ст.    | 1.965       | 1.128       | 1.069       |
| Срби          | 276 (14,0%) | 62 (5,5%)   | 37 (3,5%)   |
| Румуни        | 971 (49,4%) | 934 (82,8%) | 954 (89,2%) |
| Немци         | 536 (27,3%) | 65 (5,8%)   | 24 (2,2%)   |
| остали        | 182 (9,3%)  | 67 (5,9%)   | 54 (5,1%)   |